# Parador Nacional de la Seu d'Urgell
El Parador de Turisme de la Seu d'Urgell és un allotjament turístic de prestigi amb quatre estrelles situat al centre històric de la Seu d'Urgell. Disposa de 79 habitacions i es va obrir l'any 1979 en l'emplaçament de l'antic convent de Sant Domènec. Del parador en destaca el claustre renaixentista de gran valor.
El 1973 el Ministeri d'Informació i Turisme d'Espanya va realitzar un concurs per licitar les obres del parador però va quedar desert en presentar-s'hi només una empresa. Finalment les obres van començar al bienni 1974-1975 amb un pressupost de 75 milions de pessetes i 150 places hoteleres.

## Descripció
Edifici construït durant els anys setanta i que aprofità part dels terrenys de l'antic convent de Sant Domingo, del qual va incloure dintre del recinte del parador el claustre, com a part de les seves dependències. És un edifici de línies rectes, cobert amb una teulada a dues vessants, sense gaire valor artístic.